# Serrat del Rei
El Serrat del Rei és un serrat que, de fet, és tot el coster sud-est de lo Tossal, entre els pobles dels Masos de Tamúrcia i la Torre de Tamúrcia, a l'actual terme municipal de Tremp, del Pallars Jussà, dins de l'antic terme d'Espluga de Serra, de l'Alta Ribagorça). És a dir, el serrat pertany geogràficament a l'Alta Ribagorça i administrativament al Pallars Jussà.